# Pieces
Pieces er en dansk kortfilm fra 1998, instrueret af Poul Erik Madsen efter manuskript af Peder Pedersen.
Filmen er en debatfilm, der handler om to 16-årige drenge, Søren og Simon, der går i 9.klasse. De er meget fascinerede af graffiti, og sammen opsøger de René, en professionel graffitimaler, og beder ham om hjælp til at male et "piece" på et S-tog.
Filmen er produceret af Storygroup.dk (tidligere Promotion Film & Video) i samarbejde med Det Kriminalpræventive Råd og med støtte fra Banestyrelsen, DSB mfl

## Medvirkende
- Robert Hansen (Simon)
- Thure Lindhardt (René)
- Anders Schoubye (Søren)